# Ilse Jacobsen
Ilse Rohde Jacobsen (Hornbæk (Helsingør) 7 augustus 1960 – aldaar, 3 oktober 2022) was een Deense kledingontwerpster en ondernemer. Van 2015 tot 2028 deed ze mee aan het televisieprogramma Løvens Hule (naar het concept Dragons' Den).
In 1993 opende ze haar eerste kledingwinkel, in haar geboortestad. In 2000 bracht ze eigen kleurrijk ontworpen laarzen en veters op de markt. Deze zouden later het handelsmerk van haar bedrijf zouden worden. De collectie werd vervolgens uitgebreid met  regenkleding en later gewone kleding, schoenen en accessoires. In de daaropvolgende twee decennia kwamen er meer winkels bij en in 2014 waren er 23 winkels in vijf verschillende landen. Later zou ze haar imperium uitbreiden met bloemenwinkels, sauna's.
In 2018 kreeg ze veel kritiek over zich heen vanwege de werkomstandigheden in haar winkelketen. Dit was een reden voor haar om te stoppen met haar rol in Løvens Hule.
Jacobsen overleed in 2022 aan kanker.